# 彎角劍羚
彎角劍羚（学名：Oryx dammah），又名白長角羚及白劍羚，是長角羚屬的一種，生活於整個北非地區。一般認為彎角劍羚已經在野外滅絕，但有報道稱小部份仍在尼日爾中部及乍得生存。在2023年，由于种群在乍得被再引入至野外，其被降级为濒危物种。

## 外觀

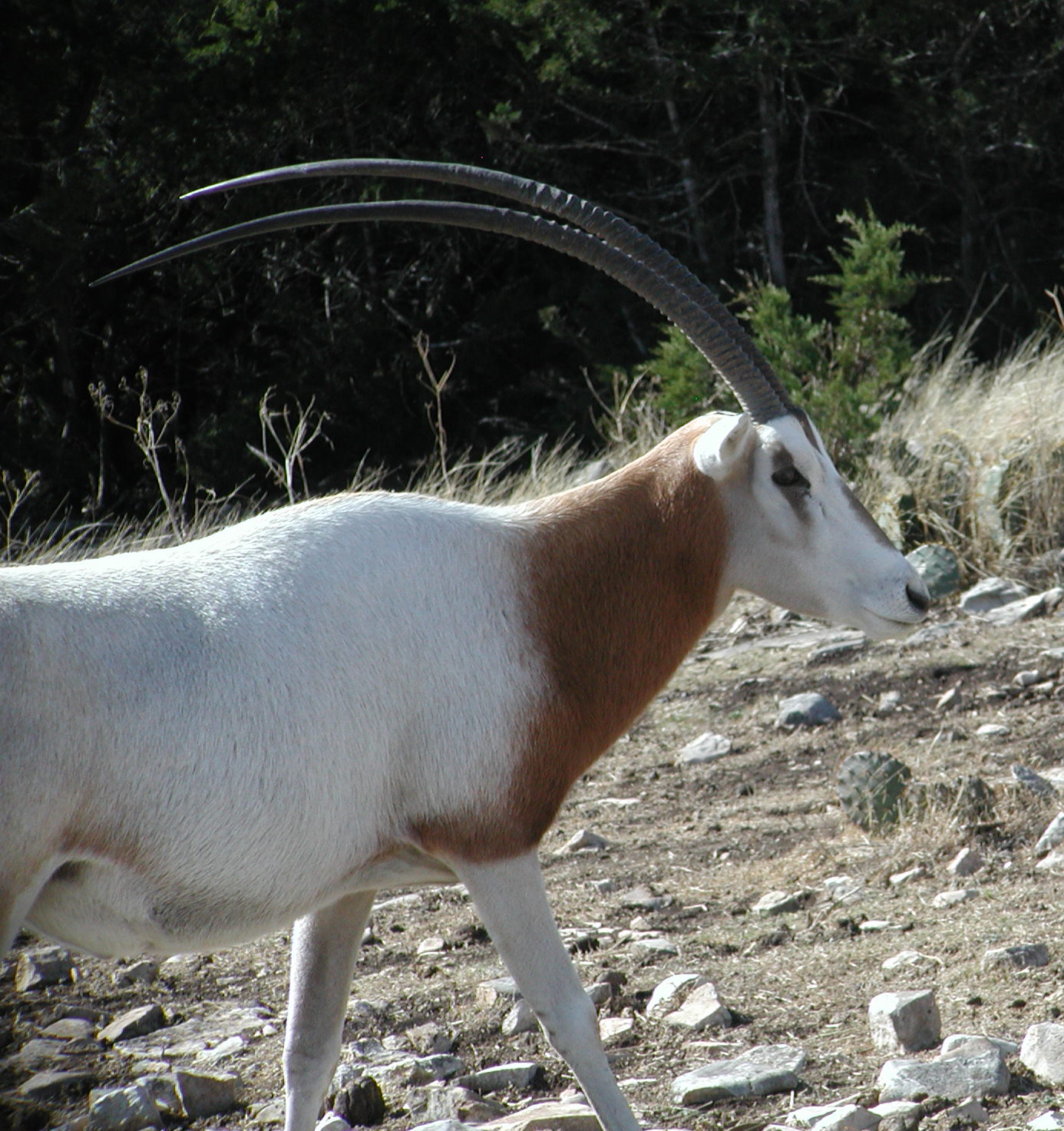
彎角劍羚。

彎角劍羚肩高僅多於1米，重約200公斤。毛皮呈白色，胸部呈紅褐色，前額延至鼻端都有黑紋。牠的角幼長，像彎刀般向後彎曲，雄性及雌性的角都可長達1-1.25米。

## 生態
彎角劍羚棲息於草原及沙漠，專吃樹葉、草及水果。牠們的群族可達70頭，遷徙時會聚集幾千頭。牠們可以幾個星期不喝水也能生存，原因是牠們的腎臟可以阻止流失水份及控制體溫來避免流汗。

## 保育
彎角劍羚因其角而被獵殺至接近滅絕。牠們曾一度分佈在整個撒哈拉沙漠，但現時已被認為是野外滅絕，不過仍有未經證實的報道稱在乍得及尼日爾發現牠們的蹤跡。
1960年代曾有哺養彎曲劍羚的計劃。1996年統計有2145頭彎角劍羚在德克薩斯州及最少有1250頭在其他地方的動物園及公園生存。在突尼西亞有一個群族被保存了下來，並正計劃擴展至野外。

## 外部連結
- ARKive - images and movies of the scimitar-horned oryx (Oryx dammah)